# Grupo balto-finés
El grupo baltofinés es una rama de las lenguas ugrofinesas, pertenecientes a su vez a la familia urálica. Las lenguas baltofinesas se extienden en torno al golfo de Finlandia y son las siguientes: carelio, estonio, finés, ingrio, livonio, vepsio y votio. De estas, las más numerosas en cuanto hablantes son el estonio, con un millón, y el finés, con cinco millones. El resto son habladas por minorías bilingües en sus territorios tradicionales.
Las lenguas balto-finesas forman un grupo muy estrecho, haciendo que su clasificación interna resulte extremadamente difícil. El estonio y el finés representan los extremos de este grupo. Las lenguas carelia, ingria y vepsia se encuentran más cerca del segundo que del primero. El votio se encuentra en un lugar intermedio y el livonio más cercano al estonio.
Para distinguir entre las lenguas próximas al finés y próximas al estonio, podemos fijarnos en la extensión de las vocales y consonantes finales; en finés se retienen mientras que en estonio se pierden.